# Campeonato Sudamericano de Voleibol Femenino
El Campeonato Sudamericano de Voleibol Femenino es una competencia deportiva para los equipos nacionales de voleibol femenino, que se celebra cada dos años y es organizada por la Confederación Sudamericana de Voleibol.
La selección de Brasil ha sido campeona sudamericana 23 veces, mientras que Perú lo fue 12 veces.
Debido a la adaptación del calendario FIVB, la edición de 2025 fue pospuesta para 2026, motivando la creación de la Copa América de Voleibol Femenino para dotar a los equipos de una competencia continental en los años sin sudamericano.

## Historial
| N.º    | Año  | Sede      |        |           |           |
| ------ | ---- | --------- | ------ | --------- | --------- |
| I      | 1951 | Brasil    | Brasil | Uruguay   | Perú      |
| II     | 1956 | Uruguay   | Brasil | Uruguay   | Perú      |
| III    | 1958 | Brasil    | Brasil | Perú      | Uruguay   |
| IV     | 1961 | Perú      | Brasil | Perú      | Argentina |
| V      | 1962 | Chile     | Brasil | Perú      | Argentina |
| VI     | 1964 | Argentina | Perú   | Paraguay  | Argentina |
| VII    | 1967 | Brasil    | Perú   | Brasil    | Paraguay  |
| VIII   | 1969 | Venezuela | Brasil | Perú      | Uruguay   |
| IX     | 1971 | Uruguay   | Perú   | Brasil    | Uruguay   |
| X      | 1973 | Colombia  | Perú   | Brasil    | Uruguay   |
| XI     | 1975 | Paraguay  | Perú   | Brasil    | Argentina |
| XII    | 1977 | Perú      | Perú   | Brasil    | Argentina |
| XIII   | 1979 | Argentina | Perú   | Brasil    | Argentina |
| XIV    | 1981 | Brasil    | Brasil | Perú      | Argentina |
| XV     | 1983 | Brasil    | Perú   | Brasil    | Argentina |
| XVI    | 1985 | Venezuela | Perú   | Brasil    | Venezuela |
| XVII   | 1987 | Uruguay   | Perú   | Brasil    | Venezuela |
| XVIII  | 1989 | Brasil    | Perú   | Brasil    | Argentina |
| XIX    | 1991 | Brasil    | Brasil | Perú      | Colombia  |
| XX     | 1993 | Perú      | Perú   | Brasil    | Venezuela |
| XXI    | 1995 | Brasil    | Brasil | Perú      | Argentina |
| XXII   | 1997 | Perú      | Brasil | Perú      | Argentina |
| XXIII  | 1999 | Venezuela | Brasil | Argentina | Perú      |
| XXIV   | 2001 | Argentina | Brasil | Argentina | Venezuela |
| XXV    | 2003 | Colombia  | Brasil | Argentina | Perú      |
| XXVI   | 2005 | Bolivia   | Brasil | Perú      | Argentina |
| XXVII  | 2007 | Chile     | Brasil | Perú      | Venezuela |
| XXVIII | 2009 | Brasil    | Brasil | Argentina | Perú      |
| XXIX   | 2011 | Perú      | Brasil | Argentina | Perú      |
| XXX    | 2013 | Perú      | Brasil | Argentina | Perú      |
| XXXI   | 2015 | Colombia  | Brasil | Perú      | Colombia  |
| XXXII  | 2017 | Colombia  | Brasil | Colombia  | Perú      |
| XXXIII | 2019 | Perú      | Brasil | Colombia  | Perú      |
| XXXIV  | 2021 | Colombia  | Brasil | Colombia  | Argentina |
| XXXV   | 2023 | Brasil    | Brasil | Argentina | Colombia  |

| Sede | Países                                                                               |
| ---- | ------------------------------------------------------------------------------------ |
| 10   | Brasil (1951, 1958, 1967, 1981, 1983, 1989, 1991, 1995, 2009, 2023)                  |
| 7    | Perú (1961, 1977, 1993, 1997, 2011, 2013, 2019)                                      |
| 5    | Colombia (1973, 2003, 2015, 2017, 2021)                                              |
| 3    | Uruguay (1956, 1971, 1987) Argentina (1964, 1979, 2001) Venezuela (1969, 1985, 1999) |
| 2    | Chile (1962, 2007)                                                                   |
| 1    | Paraguay (1975) Bolivia (2005)                                                       |

## MVPpor edición
- 2023 –  Gabriela Guimarães
- 2021 –  Gabriela Guimarães[3]
- 2019 –  Lorenne Teixeira[4]
- 2017 –  Tandara Caixeta[5]
- 2015 –  Gabriela Guimarães[6]
- 2013 –  Madelaynne Montaño[7]
- 2011 –  Sheilla Castro[8]
- 2009 –  Fabiana de Oliveira[9]
- 2007 –  Paula Pequeno[10]
- 2005 –  Valeska Menezes[11]
- 2001 –  Virna Dias
- 1997 –  Hélia Souza "Fofao"[12]
- 1995 –  Ana Moser
- 1993 –  Sonia Ayaucán
- 1991 –  Fernanda Venturini
- 1989 –  Gabriela Pérez del Solar[13]
- 1987 –  Denisse Fajardo[14]
- 1985 –  Cecilia Tait[15]
- 1983 –  Cecilia Tait
- 1981 –  Cecilia Tait

## Medallero
- Actualizado a Brasil 2023.

| # | País      | Medalla de oro | Medalla de plata | Medalla de bronce | Total |
| - | --------- | -------------- | ---------------- | ----------------- | ----- |
| 1 | Brasil    | 23             | 11               | 0                 | 34    |
| 2 | Perú      | 12             | 11               | 9                 | 32    |
| 3 | Argentina | 0              | 7                | 13                | 20    |
| 4 | Colombia  | 0              | 3                | 3                 | 6     |
| 5 | Uruguay   | 0              | 2                | 4                 | 6     |
| 6 | Paraguay  | 0              | 1                | 1                 | 2     |
| 7 | Venezuela | 0              | 0                | 5                 | 5     |
|   | Total     | 35             | 35               | 35                | 105   |